# Cinégraphic
Cinégraphic est une ancienne société de production cinématographique active dans les années 1920 créée par Marcel L'Herbier. Elle fut un fer de lance du Cinéma impressionniste français.

## Filmographie
- 1923 : Le Marchand de plaisirs de Jaque Catelain
- 1923 : Fait-divers de Claude Autant-Lara
- 1923 : Résurrection de Marcel L'Herbier
- 1924 : L'Inondation de Louis Delluc
- 1924 : La Galerie des monstres de Jaque Catelain
- 1924 : L'Inhumaine de Marcel L'Herbier
- 1926 : Feu Mathias Pascal de Marcel L'Herbier
- 1926 : Le Vertige de Marcel L'Herbier
- 1928 : Le Diable au cœur de Marcel L'Herbier
- 1928 : L'Argent de Marcel L'Herbier
- 1929 : Autour de l'argent de Jean Dréville

## Sources
Fiche de la société sur IMDB.com